# Лопушно (Польша)
Лопу́шно (пол. Łopuszno) — деревня (село) в Польше, расположенная в Лопушинской гмине Келецкого повета Свентокшиского воеводства; административный центр гмины Лопушно. Составные части деревни: Górki, Ludwików, Roszka и Sadów.

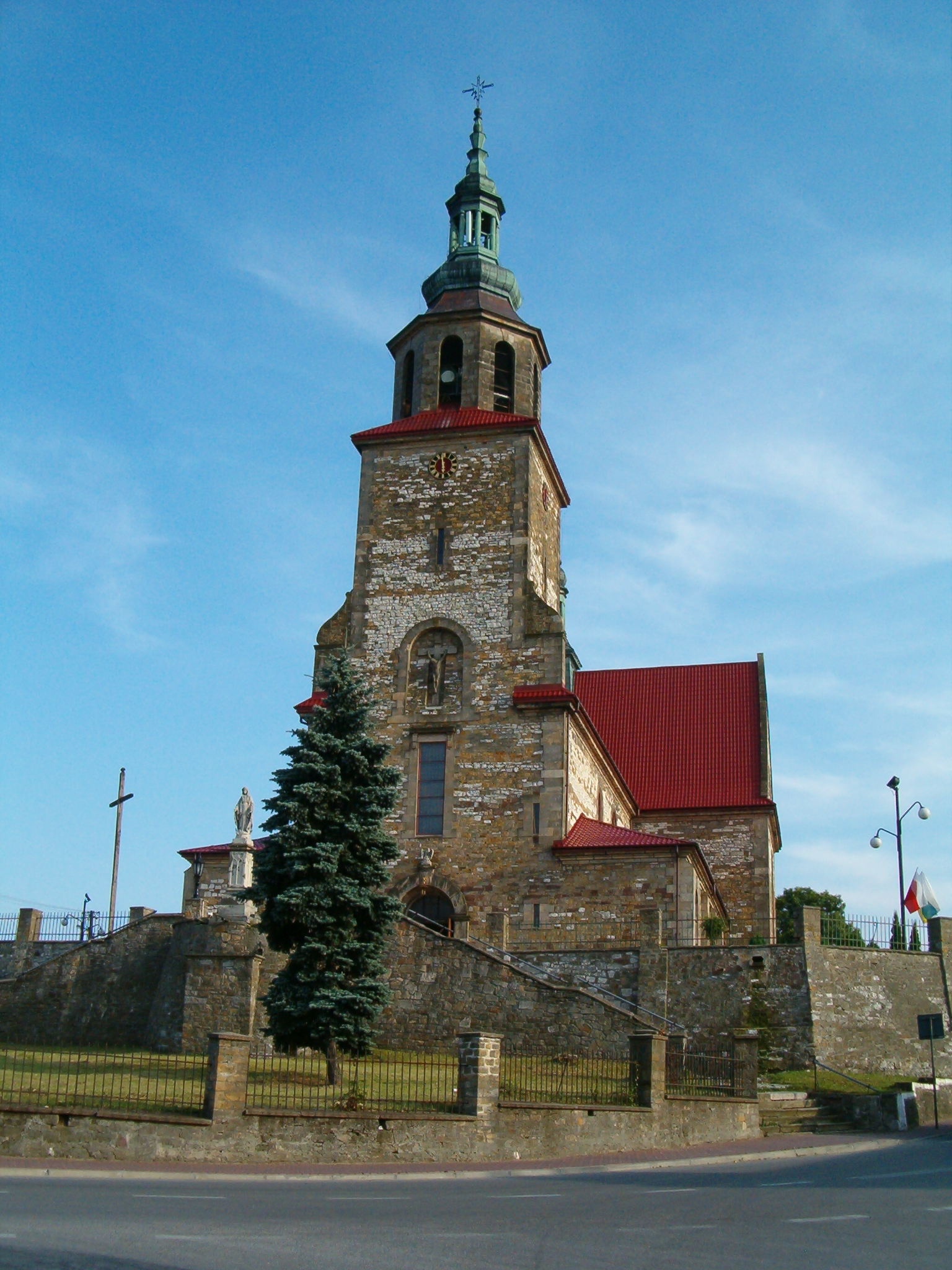
Костёл Воздвижения Креста Господня

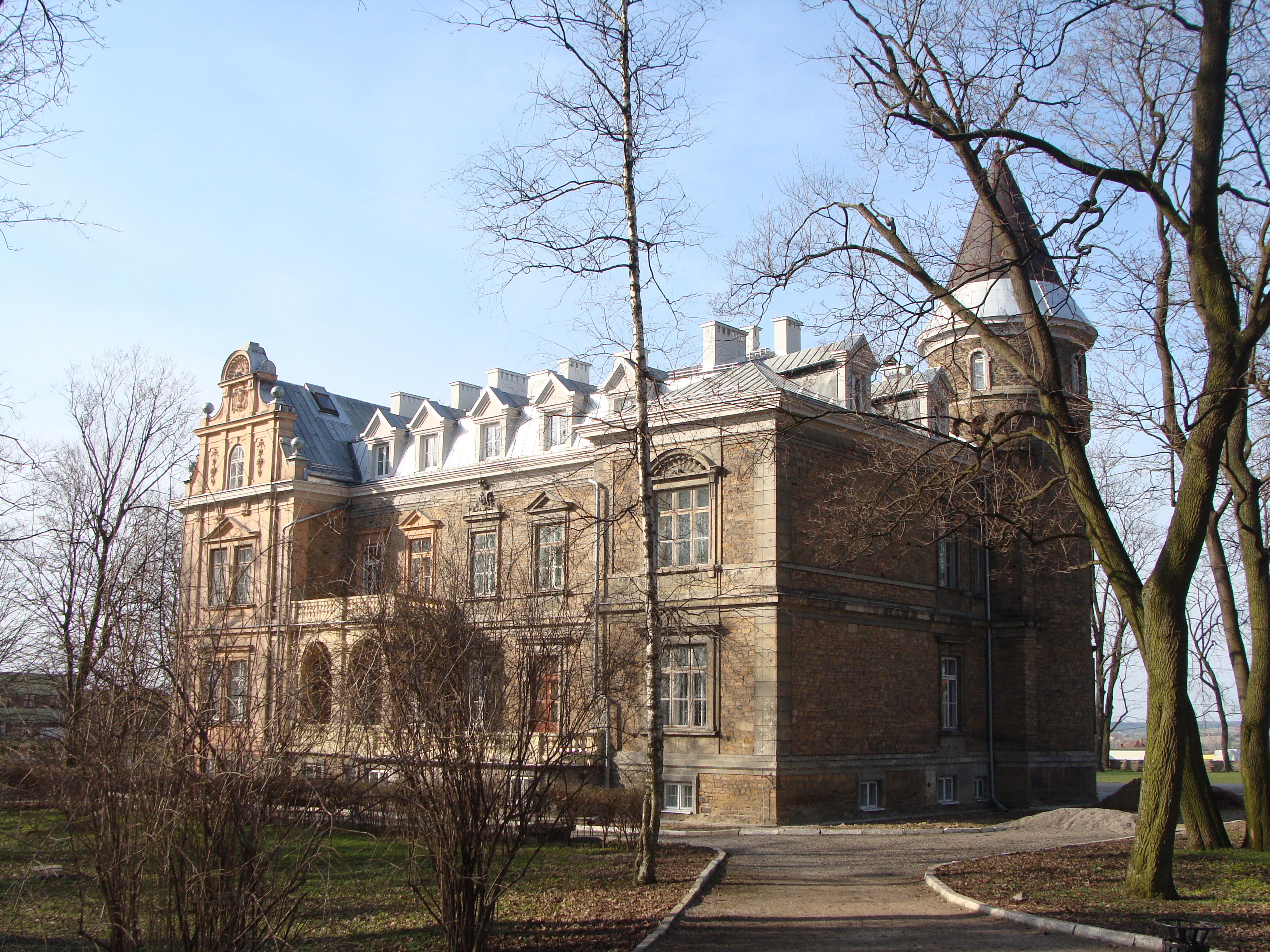
Дворец Добецких

## География
Находится на Лопушанских холмах из юрских и высокотриасовых пород, которые являются частью Призборской возвышенности. К северо-востоку от деревни простирается Добрашовский хребет Свентокшиских гор.

## История
Название деревни, вероятнее всего, происходит от лопуха (пол. łopian) — растения, которое было в изобилии в этой области. Первое документальное упоминание о поселении относится к XIV веку. В документе от 1355 года деревня была зарегистрирована под названием Лопушна (пол. Łopuszna), в 1367 году — как Лопушно (пол. Łopuszno).
До XVII века состояла из земельного надела, поместья дворянина с деревянными зданиями, окружённые парком и четырьмя фермами (Лопушно, Ясень, Сады (или Чучиско) и Зарембенце) и находилась в собственности венгерско-русско-польского рода Лопушинских герба Слеповрон, взявших фамилию по названию местности с 1392 года. Этот земельный участок был передан роду Лопушинских польской королевой Ядвигой и литовскими князьями Скиргайло и Ягайло.
В конце XIV — начале XV века здесь была построена первая деревянная церковь, вероятнее всего, православная, на средства Свято-Успенской Киево-Печерской Лавры.
В начале XVI веке в деревне произошёл пожар и в 1531 году уже на средства Римско-Католической церкви в деревне возводят кирпичный костёл для прихода Воздвижения Креста Господня.
В XVII веке поместье приобретает Зигмунт Оцкий, затем в 1732 году — объединённая семья Дершняков и Добецких, соответственно венгерско-польского герба Корчак и венгерско-русско-польско-прусского происхождений герб Остоя.
В XIX веке произошёл очередной пожар, в котором сгорает деревянная усадьба, от которой остались (и сохранились) только каменные ворота первой половины XVIII века. В 1897 году по проекту Владислава Маркони построен дворец Добецкого. Также реконструируется приходская церковь.
Во время Первой мировой войны дворец сгорел и рухнул. В 1936 году разрушенное здание было восстановлено. После Второй мировой войны всё поместье было передано производственному кооперативу в Лопушно. В 1947—1948 годах здание было реконструировано и приспособлено для школы. В настоящее время в здании функционирует Комплекс старших общеобразовательных школ № 5 в Лопушно, включая Высшую школу им. кардинала Кароля Войтылы.
В Лопушно также находится пункт размещения медико-спасательной команды Свентокшиского медико-спасательного и санитарно-транспортного центра W-5.